# Чаунская низменность

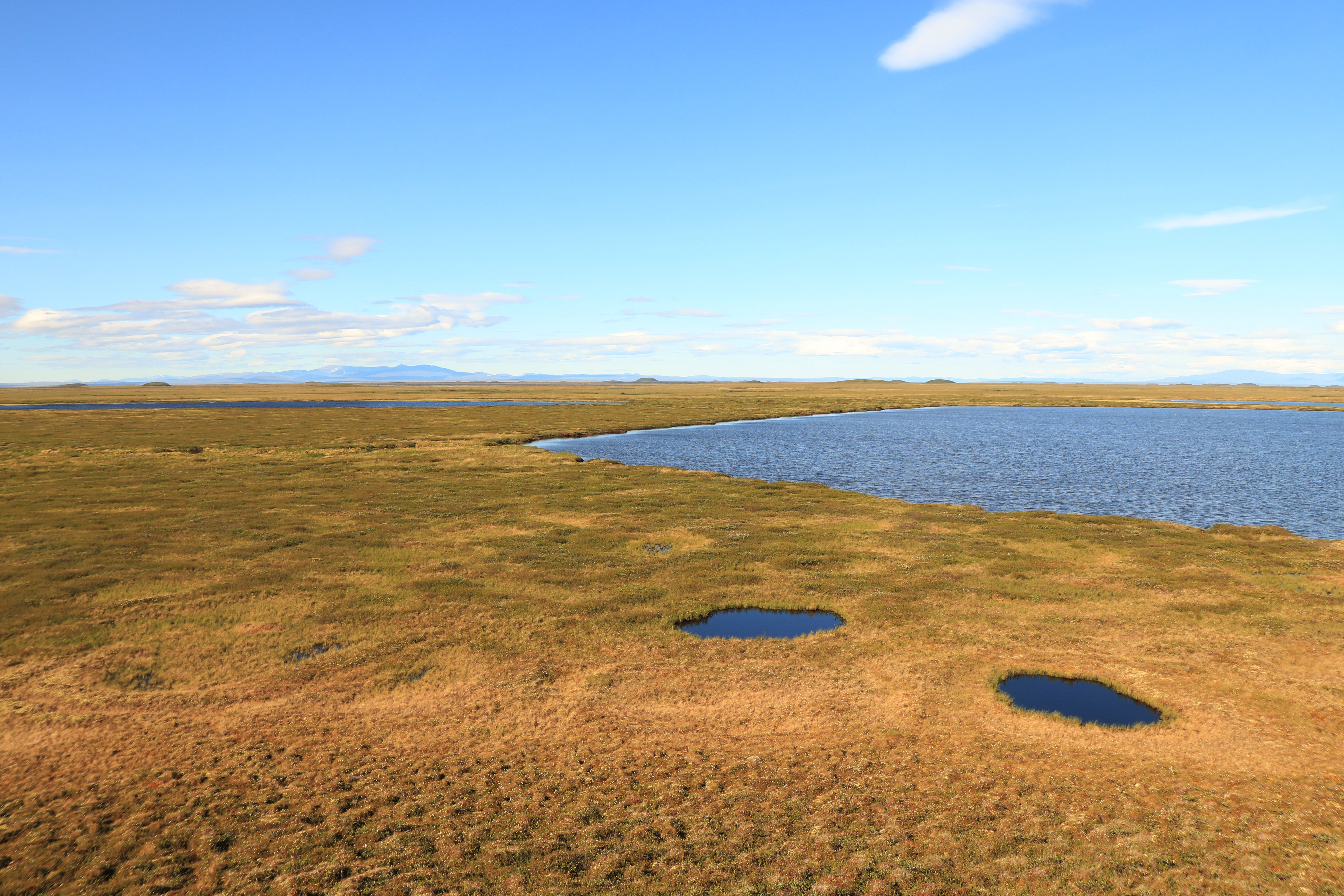
Тундры Чаунской низменности к востоку от дельты р. Чаун-Паляваам. Вид с булгунняха

Ча́унская низменность — обширная низменность на севере Чукотки.

## Исторические сведения
Первое описание Чаунской низменности составил капитан Биллингс, когда пересек её на оленях зимой 1791 года. В 1908 году территорию низменности изучал исправник Калинников, оставивший об этом сведения в своей книге. Подробная географическая схема этого района была составлена экспедицией С. В. Обручева в 1929—1931 годах.

## Физико-географическая характеристика
Представляет собой приморскую равнину, постепенно понижающуюся к побережью Восточно-Сибирского моря. Северной частью выходит на побережье Чаунской губы, с запада ограничена Анюйским хребтом, с юга — Чукотским нагорьем и с востока Анадырским хребтом. В южной части низменности встречаются отдельные горные останцы водораздельных хребтов (сопки Нейтлин и Чаанай) высотой до 700 м. Площадь низменности составляет около 60 тыс. км². Рельеф низменности очень однообразен — это плоская озёрно-аллювиальная равнина, поднятая над урезом воды на 2-3 м в нижнем течении рек и на 3-5 м в 15-20 км от устья.

### Гидрография
Гидрографическая сеть настолько густа, что площадь суши чуть больше площади, занятой поверхностью текущих вод и озёр.
Чаунскую низменность прорезают реки, текущих с Анюйского и Чукотского нагорий, которые в нижнем течении распадаются на большое количество рукавов и проток, сообщающимися между собой. Крупнейшими реками являются Паляваам, Чаун, Пучевеем. Озёра имеют термокарстовое происхождение, их берега сильно изрезаны. Характерной особенностью приморских равнин Чаунской низменности отмечается множеством «сухих» озёрных котловин, которые были образованы из-за прорыва воды в речные русла и осушения озёр. Лощины стока, морские, озёрные и речные террасы заняты плоскобугристыми и полигональными болотами. Русла рек постоянно меняют своё положение (как правило, в половодье), и вся равнина покрыта слоем современных песчаных, илистых и галечных наносов.

### Климат
Климат района Чаунской низменности морской, суровый и очень холодный. Радиационный баланс более половины года отрицательный. Годовая сумма осадков составляет 251 мм.
Средняя многолетняя температура самых холодных месяцев (январь-февраль) −31,4°С. Устойчивый снежный покров устанавливается в конце сентября. В холодное время господствуют Таймырский и Якутский антициклоны, вызывающие преобладание западных и северо-западных ветров, которые периодически изменяются на тёплые южные со скоростью до 30 м/с. Сильные ветры вызывают перераспределение снега. Повторяемость пасмурного неба составляет 30-40 %. В среднем за зимний месяц выпадает 10-17 мм осадков.
Лето короткое и прохладное, средняя температура в июле-августе +8.5°С, при этом в любой летний месяц возможны заморозки. В это время преобладает циклоническая деятельность, господствуют умеренные северо-восточные и восточные ветры, иногда сменяющиеся южными, сильными и тёплыми. Часты туманы, моросящие дожди, относительная влажность воздуха до 84 %. Повторяемость пасмурного неба составляет 65-70 %. Низкая испаряемость влаги обусловливает высокий коэффициент увлажнения местности.

### Почвенный покров
Характер почвенно-растительного покрова связан с вечной мерзлотой и развитым криогенным микро- и нанорельефом. Наиболее распространены микрокомплексы тундровых, собственно глеевых, трещинно-торфянистых и остаточно-глеевых криозёмов, менее обычны нанокомплексы тундровых надмерзлотно-глеевых криозёмов, которые развиваются преимущественно по вершинам увалов. Характерным элементом ландшафтов являются мерзлотные бугры вспучивания — булгунняхи.
В северной части низменности, вдоль побережья Чаунской губы, протянулась полоса шириной 10-15 км, подверженная засолению. В южной части распространена типичная пятнистая тундра с полигональными грунтами.

## Флора и фауна
Флора Чаунской низвенности включает не менее 320 видов сосудистых растений. Леса в этом районе отсутствуют полностью. На болотистых участках господствуют различные виды сфагновых мхов и зелёные мхи, они также зарастают осоками, пушицей, сабельником. На возвышенных участках заметную роль играют лишайники, здесь характерны невысокие (до 1 м) редкие кустики ольховника и карликовой берёзки.
На территории равнины встречаются 24 вида млекопитающих, среди которых наиболее распространены лемминги, американский суслик, полёвка-экономка, красная, красно-серая и высокогорная сибирская полёвки, тундровая, средняя и трансарктическая бурозубки, заяц-беляк, пищуха, северный олень. Предгорные районы посещают снежный баран, бурый медведь, росомаха, ласка, горностай, волк, лисица, иногда лось, редко рысь и соболь.
Орнитофауна района низменности богата и разнообразна, здесь насчитывается более 100 видов птиц, среди которых наиболее многочисленны утки, канадский журавль, очковая гага, белолобый гусь, кулики (26 видов), чайки и куропатки. В отдельные годы гнездятся полярная сова, зимняк, изредка встречаются сапсан и кречет.
В водах рек, протекающих по Чаунской низменности, водится 15 видов рыб, среди которых наиболее многочисленны мальма, ряпушка, азиатская корюшка, сиг-пыжьян, восточно-сибирский хариус, тонкохвостый налим, гольян, пестроногий подкаменщик. На нерест заходят кета, горбуша, голец, иногда нельма и омуль.

## Топографические карты
- Лист карты R-59,60 Певек.  Масштаб: 1 : 1 000 000. Издание 1986 г.